# Géza Balkay
Géza Balkay, född 5 september 1952 i Budapest, Ungern, död 3 april 2006, var en ungersk skådespelare.

## Filmografi
- 1990 - God afton, Herr Wallenberg